# سمفونی مزرعه
سمفونی مزرعه (به انگلیسی:Farmyard Symphony) یک فیلم کوتاه انیمیشن سمفونی احمقانه محصول سال ۱۹۳۸ است که از سرود آهنگ مزرعه الهام گرفته شده‌است. با توجه به استفاده از قطعات مختلف موسیقی کلاسیک در این اثر، می‌توان آن را الهام بخش انیمیشن فانتزیا دانست. فیلم توسط جک کاتینگ کارگردانی و توسط والت دیزنی تولید شده‌است.